# Zou Yigui

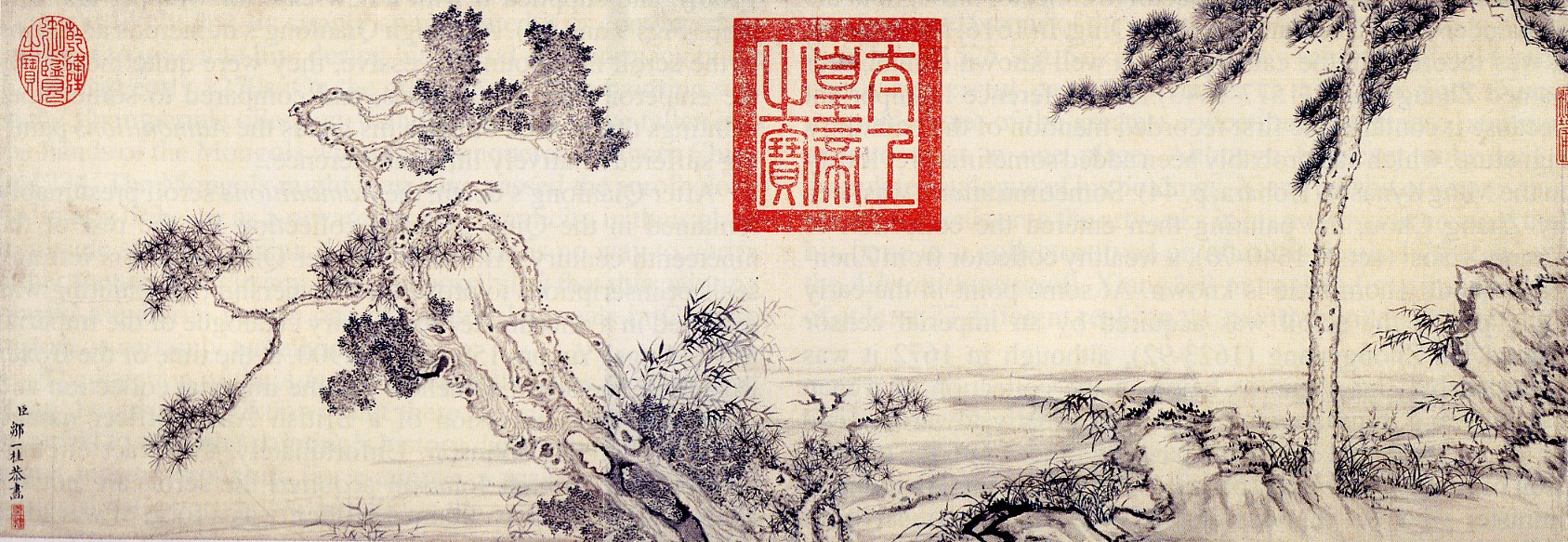
Zwój Zou Yiguia z 1746 roku. Zbiory British Museum

Zou Yigui (ur. 1686, zm. 1772) – malarz chiński z czasów dynastii Qing.
Pochodził z Wuxi w prowincji Jiangsu. Tworzył jako malarz nadworny. Tematem jego obrazów były kwiaty i pejzaże. Pozostawił po sobie traktat teoretyczny Xiaoshan huapu (小山画谱), poświęcony sztuce malowania kwiatów.
Był zaciekłym krytykiem popularnego na dworze cesarskim malarstwa europejskiego, które uważał za zbyt realistyczne. Jego twórców miał jedynie za prostych wyrobników, a nie artystów.